# Мэнго
Государственный академический Корякский национальный ансамбль танца «Мэ́нго» имени А. В. Гиля — корякский фольклорный танцевальный коллектив.
Основан 18 октября 1965 г. Александром Гилем, собравшим коллектив из танцоров-любителей. Первые гастроли в 1967 г. в Петропавловске-Камчатском, Хабаровске и Москве со спектаклем «Мэнго» по древней корякской легенде принесли ансамблю успех и популярность. В 1974 г. ансамбль получил статус профессионального, гастролировал по всему миру. Ему была присуждена золотая медаль X Всемирного фестиваля молодежи и студентов (Берлин, 1973). Хореография «Мэнго» строилась на тщательном изучении традиций народного танца и обрядов, проводившемся Гилем.

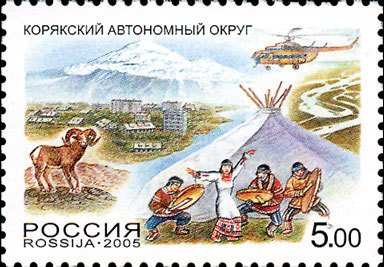
Академический ансамбль танца «Мэнго» на почтовой марке России 2005 года, посвящённой Корякскому автономному округу

В 1988 г. после гибели Александра Гиля ансамбль вступил в полосу трудных испытаний. Надежда на его возрождение появилась в 2000 г., когда руководство ансамблем принял хореограф Марк Нюмен, восстановивший многие постановки Александра Гиля. В 2005 г. ансамблю было присвоено имя Гиля. В то же время критики — в частности, известный камчатский музыкант и журналист Валерий Кравченко — отмечают, что после переезда ансамбля в 2003 г. из столицы Корякского автономного округа Паланы в посёлок Рыбачий контакт «Мэнго» с местной публикой и творческой интеллигенцией во многом оказался утрачен, а прочная фольклорная основа в ряде случаев замещается стилизацией.

## Награды
- Благодарность Президента Российской Федерации (23 июня 2016 года) — за заслуги в сохранении и развитии национально-культурных традиций коренных народов Севера, многолетнюю творческую деятельность[1].